# Нагрудний знак «За професійні здобутки» (НАН України)
Відзна́ка Націона́льної акаде́мії нау́к Украї́ни «За професійні здобутки»  — одна з найвищих персональних відомчих нагород НАН України за довголітню
сумлінну працю, зразкове виконання посадових обов'язків, високу професійну майстерність та вагомий особистий внесок у забезпечення наукових досліджень. 
Відзнаку присуджують постановою Президії НАН України.

## Підстави й порядок нагородження
Відзнакою нагороджуються наукові працівники установ і організацій НАН України, керівники, спеціалісти, інженерно-технічні працівники, робітники, які працюють в установах і організаціях НАН України і досягли значних успіхів у професійній діяльності.
Відзнакою «За професійні здобутки», як правило, нагороджують осіб, раніше відзначених Почесною грамотою Президії НАН України та ЦК профспілки працівників НАН України. Нагородження Відзнакою здійснюється постановою Президії НАН України.
Подання про нагородження Відзнакою вносять до Президії НАН України бюро відповідних відділень члени Президії НАН України або інші посадові особи НАН України, а також ЦК профспілки працівників НАН України.

## Опис відзнаки
Нагрудний знак Відзнаки Національної академії наук України «За професійні здобутки» виготовляють із томпака і він складається з двох основних елементів: колодки й медальйона — підвіски, які з'єднуються між собою за допомогою круглого і фігурного вушка. Колодка має форму фігурної трапеції, покритої сірою муаровою
стрічкою.
В нижній частині колодки розташовано фігурне вушко. Загальна довжина колодки з вушком 37 мм. Медальйон класичної круглої форми діаметром 32 мм з випуклим бортиком вздовж краю та круглим вушком. На аверсі знака зображено будівлю Президії Національної академії наук України (Володимирська, 54) та у правому верхньому кутку — гілку каштана. В нижній третині — рельєфний напис у чотири рядки: «НАЦІОНАЛЬНА АКАДЕМІЯ НАУК УКРАЇНИ».
На реверсі знака горизонтально у три рядки написано: «ЗА ПРОФЕСІЙНІ ЗДОБУТКИ». В нижній частині розміщено дві випуклі лаврові гілки..
Нагрудний знак Відзнаки носиться з правого боку грудей і розміщується нижче знаків державних нагород України.